# Espanyols
Els espanyols són els ciutadans d'Espanya, ja sigui perquè hi han nascut o perquè tenen la nacionalitat espanyola.
L'idioma oficial d'Espanya és el castellà o espanyol, llengua romànica originada a Castella, que va esdevenir llengua de l'administració centralitzada a partir de l'arribada de la Casa de Borbó al tron hispànic. La Constitució de 1978 recull en l'article 3.1 que el castellà és la llengua oficial de tot l'Estat, i tots els ciutadans tenen el deure de conèixer-la i el dret a emprar-la, si bé l'article 3.2 esmenta que les altres llengües espanyoles seran oficials en els seus respectius territoris segons llurs estatuts. Avui, les llengües reconegudes com a cooficials són el català o valencià, el gallec i el basc, per bé que n'existeixen d'altres que no gaudeixen d'aquest rang, com l'aragonès o l'asturlleonès, el portuguès d'Olivença o l'amazic i l'àrab (que es parlen a Ceuta i Melilla des de finals del segle xix). En canvi, l'occità, en la seva variant aranesa, està reconegut com a llengua cooficial per l'Estatut d'Autonomia de Catalunya.
Dins d'Espanya existeixen una sèrie de nacionalismes que identifiquen altres pobles, alguns dels quals refusen identificar-se totalment o parcialment amb aquest grup humà (vegeu Nacionalismes de l'estat espanyol). També existeixen un gran nombre de llatinoamericans amb ancestres espanyols més o menys llunyans, provinents de l'emigració espanyola.

## Origen del nom espanyol
L'adjectiu gentilici espanyol va començar a usar-se a Provença des del segle xii, en escrits (espaignol) al segle xiii, com va demostrar el filòleg medievalista suís Paul Aebischer: El terme espanyol «apareix en provençal primerament com a nom de persona, a la regió d'Ortès; després a Tolosa de Llenguadoc, a Agen; més tard com a ètnic en una poesia de Raimbaut de Vaqueiras.
En les cròniques medievals s'utilitzaven els termes Hispani, Christiani i Gothi. Al Poema de Fernán González i al Libro de Alexandre (s. XIII) trobem la denominació Españón. Els pelegrins francesos del Camí de Sant Jaume anomenaven espanhols als habitants cristians de la Península que, com escriu Gonzalo de Berceo, venien a rendir culte al «padró d'espanyols».
L'illa Espanyola va ser el nom donat al primer assentament en el Nou Món; descoberta per Cristòfor Colom en el seu primer viatge en 1492. Amado Alonso comenta que l'adjectiu espanyol no apareix en títol de llibres abans de 1520.
Entre la paraula Espanya i l'adjectiu espanyol transcorre un mil·lenni. Els romans cultes anomenaven Hispània a la península Ibèrica, però el poble que parlava llatí en la Península pronunciava Espanya cap a l'any 300. Per això, l'historiador Américo Castro comenta: és un disbarat anomenar espanyol qualsevol ésser animat que ha existit sobre la Península Ibèrica.

## Desenvolupament històric

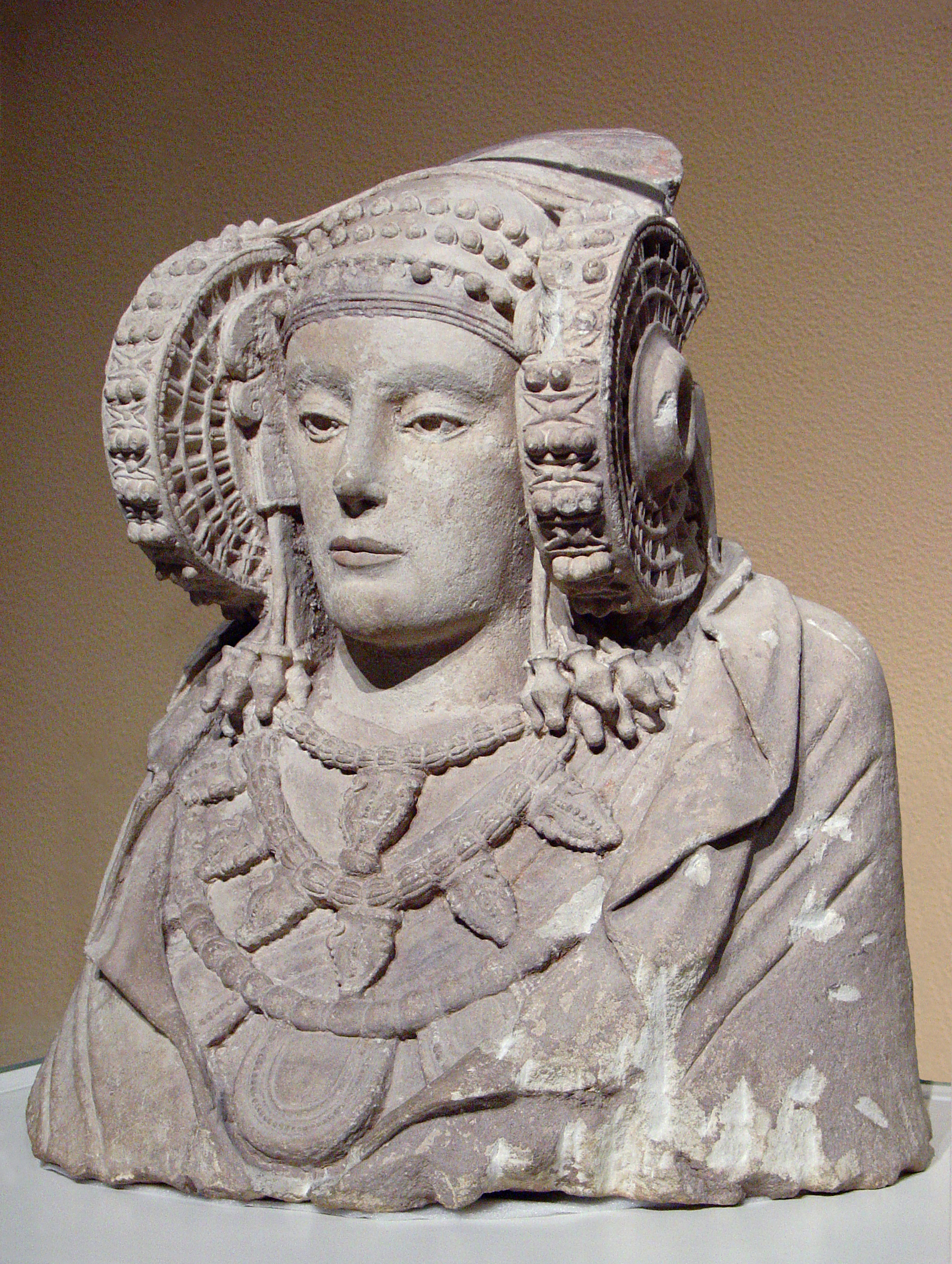
La Dama d'Elx, bust iber tallat en pedra calcària datada entre els segles V i IV a. C, Museu Arqueològic Nacional d'Espanya, Madrid.

### Antecedents
Antics pobladors de la Península
Els primers humans moderns que habiten en el que avui és Espanya es creu que van ser pobles paleolítics que podrien haver arribat a la península Ibèrica fa 35.000 o 40.000 anys.
Els pobles ibers habitarien en la península entre el III mil·lenni aC i II mil·lenni aC, assentats al llarg de la costa mediterrània. El poble iber tenia la seva pròpia llengua, avui desapareguda. Aquesta llengua es creia que posseïa una vinculació amb l'actual basc, teoria avui en desús, en part perquè el basc no ha pogut ser usat per desxifrar les inscripcions iberes. Els celtes es van establir en la Península durant l'edat del ferro. Les tribus del nord-centre que van tenir contacte cultural amb els ibers, es van denominar celtibers.
A més, va existir una civilització coneguda com a Tartessos que, segons textos clàssics, habitava el sud-oest de la Península, i de la qual existeixen hipòtesi que postulen que van desenvolupar una organització social complexa diferenciada de la pròpia dels colonitzadors mediterranis. Des del segle ix aC, segons les troballes arqueològiques, els mariners fenicis, grecs i cartaginesos successivament, van fundar colònies al llarg de la costa mediterrània, establint relacions comercials amb els pobles anteriorment citats.
Domini romà
Hispanoromans

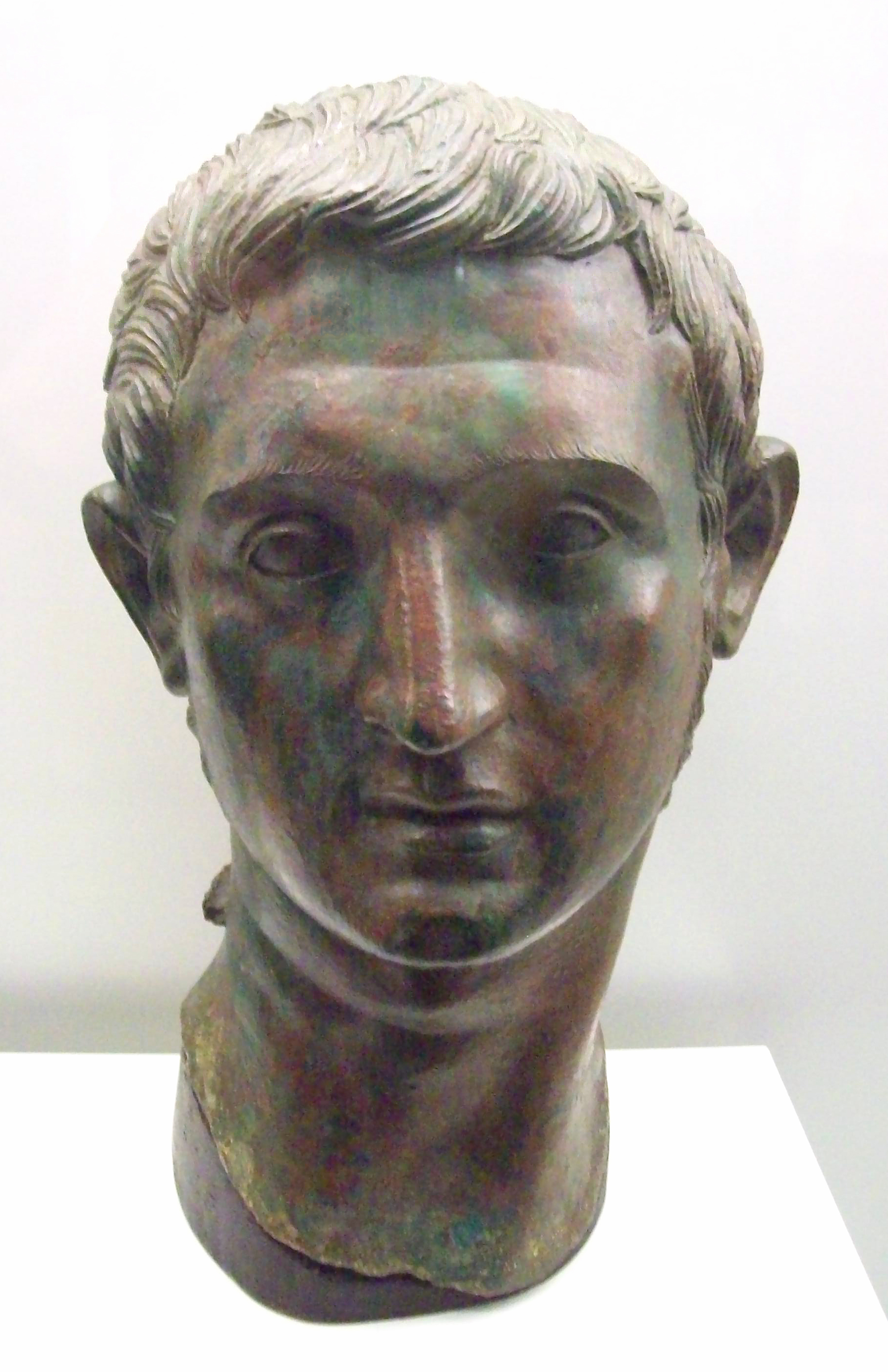
Jove noble hispanoromà del segle I aC

La República Romana va conquistar la península ibèrica, entre els segles III i I aC. Anomenada Iberia pels antics grecs, els romans la van denominar Hispania, i la van dividir políticament en dues províncies anomenades Hispània Ulterior i Hispània Citerior, subdividides més endavant en les anomenades Baetica, Tarraconensis, Lusitania, Carthaginense i Gallaecia.
Com a resultat de la colonització romana es va originar un grup de llengües iberoromanes, incloent el castellà —que arribaria a ser la principal llengua d'Espanya i que es coneix mundialment com idioma espanyol.
En aquesta època les províncies d'Hispània es van configurar com a part destacada de l'Imperi Romà, aportant notables pensadors, com Sèneca, Quintilià o Marc Valeri Marcial, i governants com Trajà, Hadrià i Marc Aureli.
Monarques germànics
Hispanogots
Els bel·licosos pobles germànics: visigots, sueus i vàndals es van establir en la península ibèrica des de començaments del segle v, configurant el Regne visigot que perduraria fins a la dominació musulmana. En aquesta període es va consolidar i va enfortir la monarquia com a institució vertebradora de Spania. En el pròleg «Laus Spaniae» de la seva Historia de regibus Gothorum, Vandalorum et Suevorum (Història dels reis dels gots, vàndals i sueus) del segle VI-VII, l'erudit hispanogot Isidorus Hispalensis lloa les virtuts de «Spania» i dels seus pobles.
S'introdueix l'arianisme, religió dels seus governants, fins que Recared I adopta el cristianisme en 587.

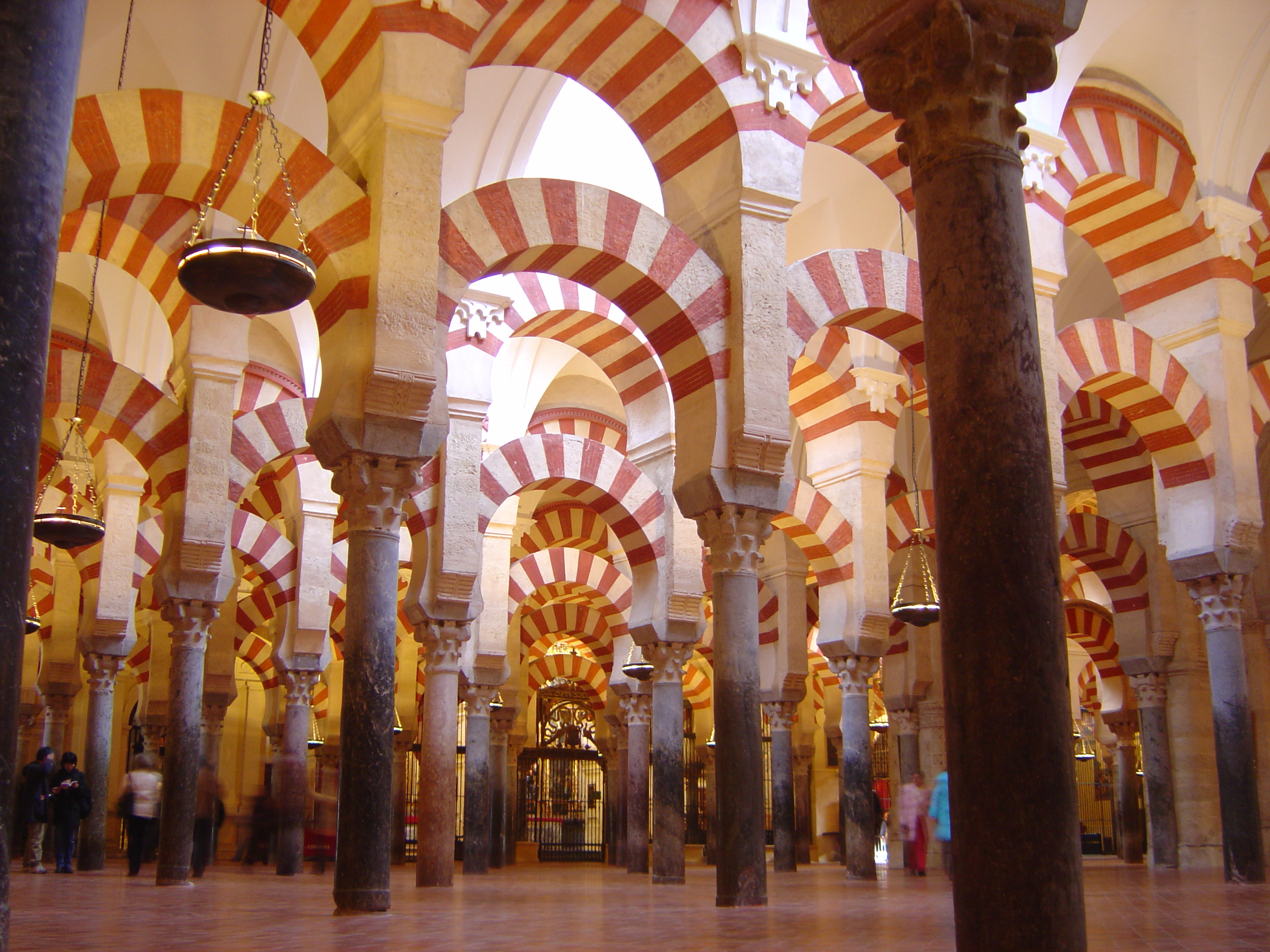
Mesquita de Còrdova.

Domini musulmà
Hispanomusulmans, hispanojueus, cristians
Després de la batalla de Guadalete, en 711, el regne visigot va ser conquistat pels musulmans que arribarien a governar gairebé la totalitat de la Península, llevat la zona nord, germen del Regne d'Astúries. Els musulmans van denominar al seu regne l'Àndalus.
La població de l'Àndalus era heterogènia. Des del punt de vista ètnic estava constituïda principalment per muladís (neo-musulmans), amb el temps la majoria de la població; els amazics, que conformaven els exèrcits omeies; i els àrabs, l'elit dominant, molt inferior en nombre. Des del punt de vista religiós la població era musulmana o dhimmi (cristians i jueus). Es coneix com a muladís als hispans cristians de l'Àndalus que s'havien convertit a l'islam, mentre que es deien mossàrabs als que van conservar la religió cristiana. Tant uns com uns altres van adoptar costums i formes de vida musulmanes. Els mossàrabs i els jueus gaudien de llibertat de culte.
Destaquen en aquesta època els metges hispanomusulmans, o hispanoàrabs, Abulcasis, Ibn Zuhr i Averrois, el metge hispanojueu Maimonides, o els cristians Ramon Llull i Arnau de Vilanova.

### Espanyolitat
Cap a la unificació religiosa

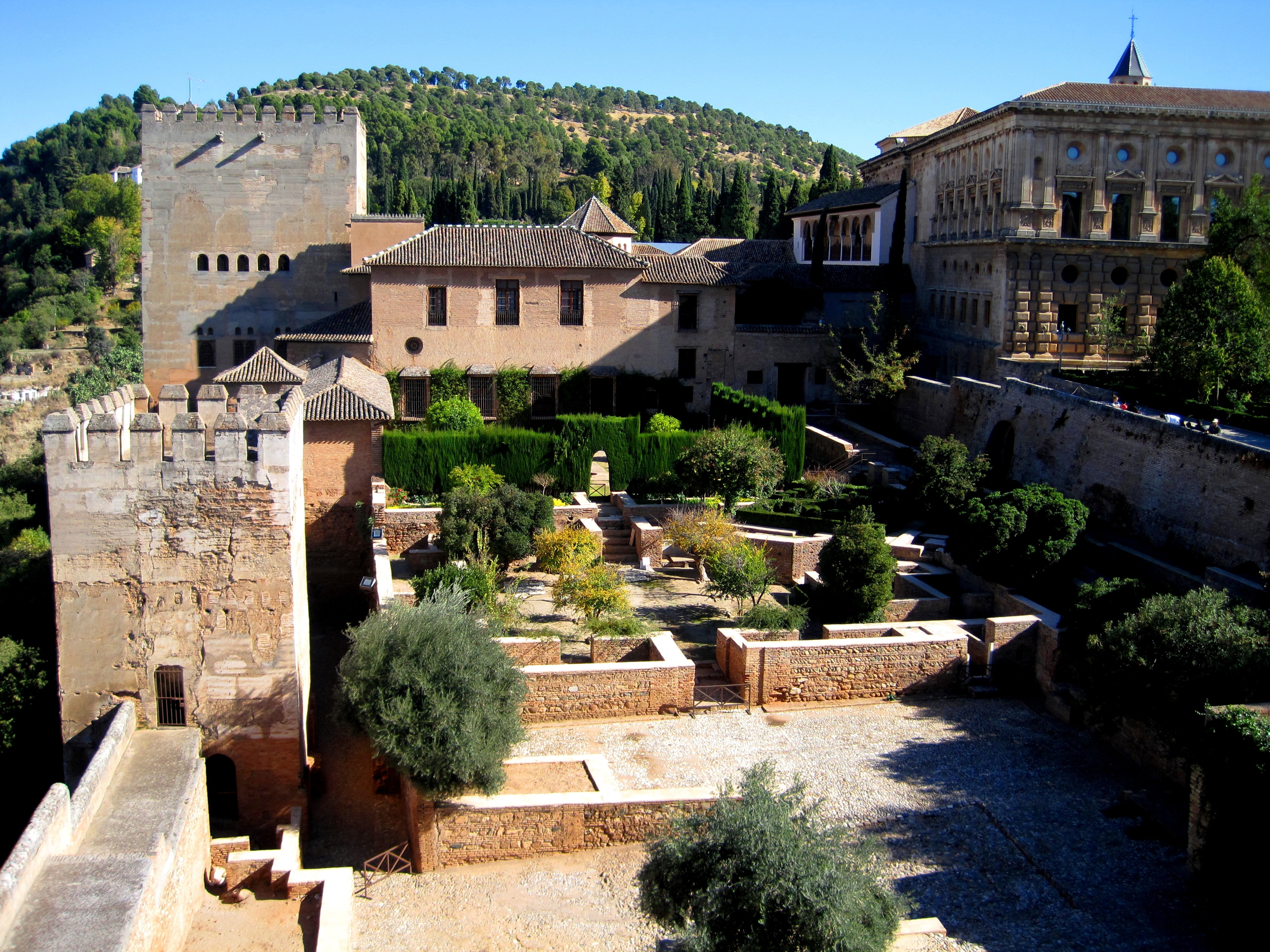
Palau de Carles I a l'Alhambra de Granada.

Després de finalitzar la Reconquesta amb la presa de Granada en 1492, els jueus o musulmans que no es van convertir al catolicisme, van ser expulsats d'Espanya. Els musulmans conversos, anomenats moriscs, també van ser expulsats en 1609: es calcula que uns 300.000 d'un total de 325.000. La unió dinàstica de les monarquies dels regnes cristians de Castella i Aragó, va portar a la per molts anhelada reunificació d'Espanya, amb una configuració geogràfica similar a la qual havia tingut la província romana de Hispània, a excepció del Regne de Navarra i el de Portugal. Així, el bisbe de Girona, Joan Margarit, es dirigia als Reis Catòlics: «vau fer la unió d'ambdues Espanyes, la Citerior i la Ulterior». I Pere Màrtir d'Angleria en carta a l'arquebisbe de Braga, escriu: 
| « | «Ferdinandum et Helisabet, quod Hispaniarum corpus possideant, Reges Hispaniarum apellamus. Nec obstat, quin ita vocentur, quod duo de isto corpore digituli, utpote Navarra et Portugallia, auferantur». | Reis d'Espanya anomenem a Ferran i a Isabel, perquè posseeixen el cos d'Espanya; i no obsta, perquè els cridem així, el que faltin d'aquest cos dos ditets, com són Navarra y Portugal. | » |

El Regne de Navarra s'incorporaria anys després i el de Portugal en 1580, durant el regnat de Felip II, encara que la unitat ibèrica solament es mantindria fins a 1640.
Cristians vells
Els reis Ferran i Isabel aconseguirien la uniformitat religiosa, però no la unificació política. A més, la noblesa i els hijosdalgo evitaven dedicar-se a labors manuals i menesters mercantils i científics, per no ser titllats de jueus per la Inquisició. El suport a la Contrareforma va allunyar als espanyols de l'impuls de modernitat europeu, generant endarreriment científic, penúria econòmica, gran desigualtat i fluxos migratoris que van precipitar la descomposició de l'imperi colonial i van originar posteriors enfrontaments entre espanyols.

### Fluxos migratoris

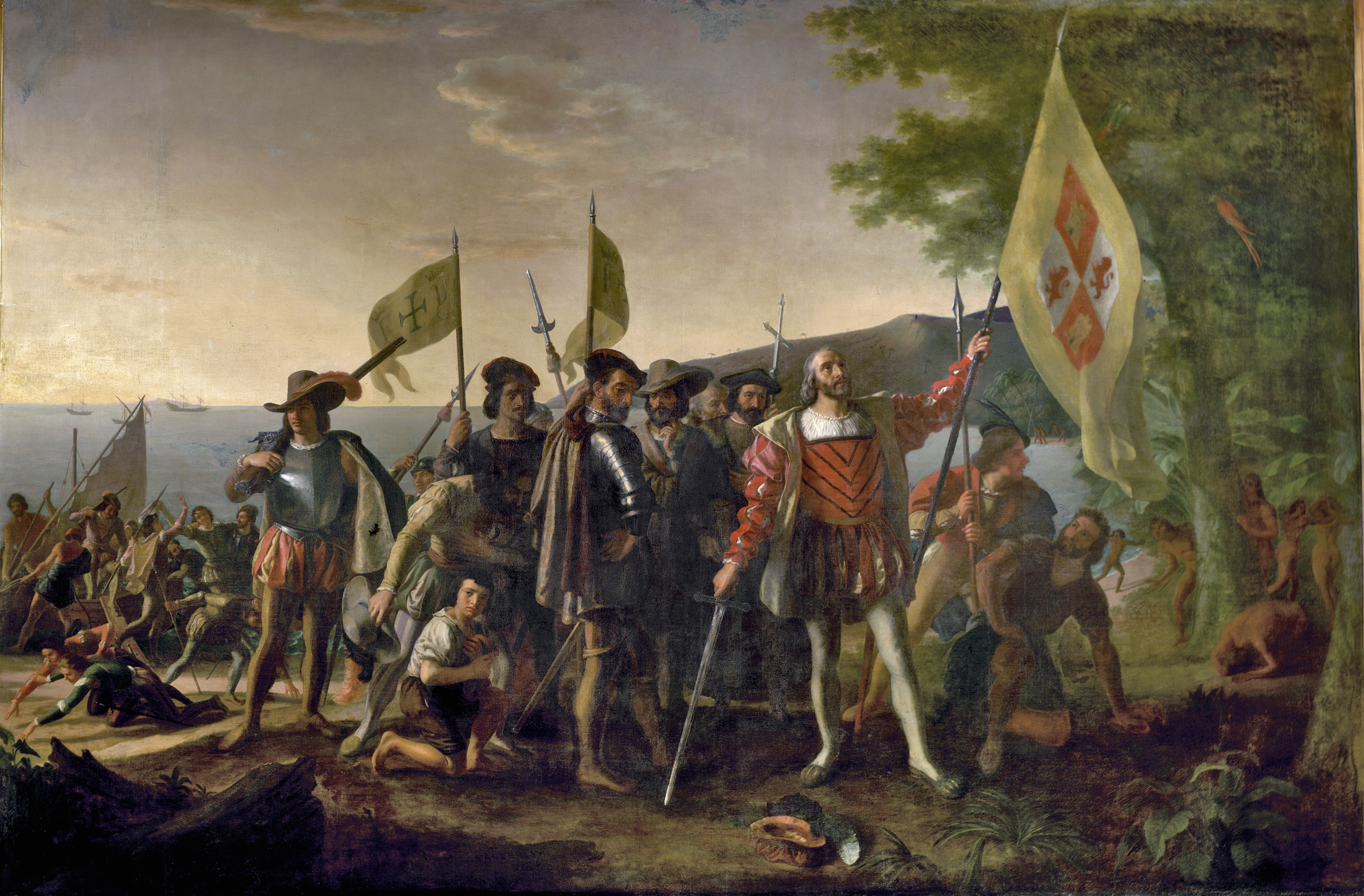
Cristòfor Colom descobreix les Índies Occidentals i al primer assentament del Nou Món li dona el nom de La Isla Española.

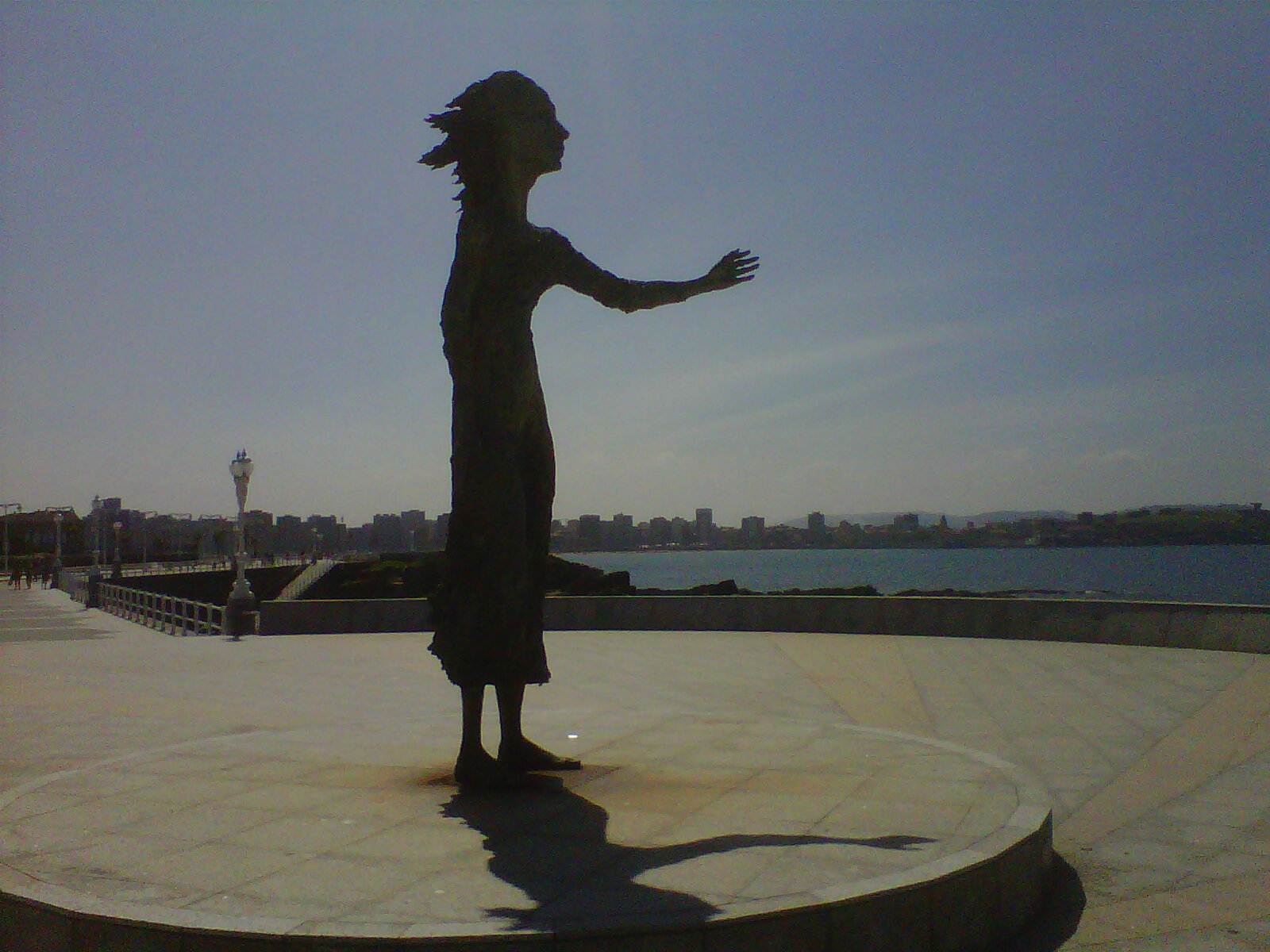
Monument a la mare de l'emigrant a Gijón.

Al segle xvi, després de la conquesta militar de gran part del nou continent, prop de 240.000 espanyols van emigrar a Amèrica. A ells s'hi van sumar 450.000 al segle següent. El virregnat de Nova Espanya i el virregnat del Perú es van convertir en les principals destinacions dels colons espanyols al segle xvi. En el període comprès entre 1850 i 1950, 3,5 milions d'espanyols van marxar a les Amèriques, especialment Argentina, Uruguai, Mèxic, Brasil, Xile, Veneçuela, i Cuba. De 1840 a 1890, uns 40.000 canaris van emigrar a Veneçuela. Van optar per anar a Algèria gairebé mig milió d'homes i dones llevantins al mig segle, provinents principalment d'Alacant i Múrcia uns 94.000 espanyols en els últims anys del segle xix. A principis del segle XX uns 250.000 espanyols vivien al Marroc.
En finalitzar la Guerra Civil Espanyola mig milió d'espanyols van fugir cap a França i Mèxic, la majoria retornarien anys després.
Entre 1961 i 1974 al voltant de 100.000 espanyols emigraven cada any cap a Europa central, encara que la majoria retornaven posteriorment. La crisi econòmica de 2008-2016 ha generat una nova generació d'emigrants espanyols.

## Països amb conveni de doble nacionalitat
Llista dels països amb els quals Espanya té subscrits convenis de doble nacionalitat.
| - Andorra - Argentina - Bolívia - Brasil - Xile | - Andorra - Argentina - Bolívia - Brasil - Xile | - Colòmbia - Costa Rica - Cuba - República Dominicana - Guinea Equatorial | - Colòmbia - Costa Rica - Cuba - República Dominicana - Guinea Equatorial | - Equador - Filipines - Guatemala - Hondures - Mèxic | - Equador - Filipines - Guatemala - Hondures - Mèxic | - Nicaragua - Panamà - Paraguai - Perú - Portugal | - Nicaragua - Panamà - Paraguai - Perú - Portugal | - Puerto Rico - El Salvador - Israel - Uruguai - Veneçuela | - Puerto Rico - El Salvador - Israel - Uruguai - Veneçuela |

## Principals assentaments de ciutadans amb nacionalitat espanyola fora d'Espanya
|     | País            | Total     | Nascuts a Espanya | Nascuts al país de residència | Nascuts a altres països |
| --- | --------------- | --------- | ----------------- | ----------------------------- | ----------------------- |
| 1r  | Argentina       | 385.388   | 92.453            | 288.494                       | 2.955                   |
| 2n  | França          | 206.589   | 118.072           | 74.028                        | 10.706                  |
| 3r  | Veneçuela       | 183.163   | 55.850            | 122.935                       | 3.636                   |
| 4r  | Alemanya        | 116.056   | 54.358            | 56.330                        | 5.209                   |
| 5è  | Brasil          | 110.422   | 28.625            | 77.730                        | 2.300                   |
| 6è  | Mèxic           | 100.782   | 17.387            | 80.240                        | 2.896                   |
| 7è  | Suïssa          | 99.539    | 44.289            | 50.769                        | 4.357                   |
| 8è  | Cuba            | 97.980    | 2.222             | 95.611                        | 140                     |
| 9è  | Estats Units    | 94.585    | 42.938            | 22.317                        | 28.845                  |
| 10è | Regne Unit      | 74.389    | 45.089            | 17.379                        | 11.377                  |
| 11è | Uruguai         | 62.491    | 12.539            | 48.528                        | 849                     |
| 12è | Xile            | 51.768    | 11.068            | 42.875                        | 1.569                   |
| 13è | Bèlgica         | 50.318    | 24.410            | 21.221                        | 4.478                   |
| ... | ...             | ...       | ...               | ...                           | ...                     |
|     |                 |           |                   |                               |                         |
|     | Fora d' Espanya | 1.931.248 | 673.662           | 1.141.836                     | 104.554                 |